# Infometrie
Infometrie je věda zkoumající množství informací obsažených v dokumentu či jiném sdělení a dále také změny tohoto množství při různých transformacích informací v průběhu společenského informačního procesu (zkoumá především transformace projevující se v publikační činnosti). Založil ji profesor Otto Nacke v roce 1979.
Infometrie má silnou teoretickou základnu a celou řadu vysoce praktických aplikací, i když často bývá považována jen za jednu z několika málo složek informačních věd. Je také jedním z aspektů doménové analýzy.

## Vymezení

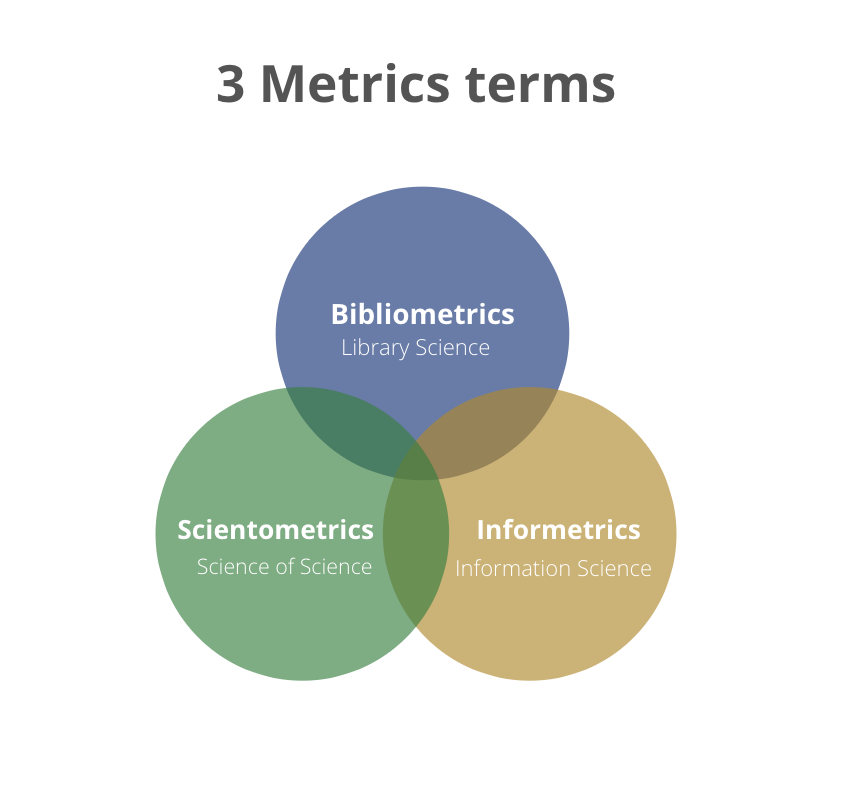
Schéma překryvu tří hlavních metrických termínů.

Infometrie se překrývá s několika dílčími obory: bibliometrií, jak nazýváme studium kvantitativních aspektů publikované dokumentace; webometrií (též nazývanou webliometrie nebo kybermetrie), což je studium kvantitativních aspektů webových zdrojů a scientometrií, jak nazýváme kvantitativní studium rozvoje a změn vědeckých disciplín.

### Bibliometrie a scientometrie
Bibliometrie, pojmenována Paulem Otletem, je disciplína zabývající se kvantitativním studiem produkce, distribuce a konzumace informací vyjádřených pomocí různých typů dokumentů, ať už se jedná o knihu, časopis, webovou stránku, či konferenci. Může se přitom jednat o kterýkoliv vědní obor, avšak důraz je vždy kladen právě na vědecké informace. Zjednodušeně řečeno ji lze popsat jako disciplínu zabývající se měřením a analýzou dokumentů nějakým způsobem komunikujících vědecké poznatky.
Naproti tomu scientometrie označuje kvantitativní analýzu právě vědecké a technické literatury.
Zatímco se infometrie primárně zaměřuje na tradiční disciplíny, jakou je například medicína, bibliometrie spolu se scientometrií se zaměřují na disciplíny sociálních věd, mezi které spadá informační věda, knihovnictví, sociologie, historie věd a podobně.

### Teorie sítí ve webometrii
Dalším z druhů kvantitativní teorie v rámci infometrie je teorie sítí, a to ve svých různých podobách. Aplikuje se na studium sítí, které jsou přínosné pro informační vědy. Pod tím si lze představit nejen sítě počítačové, ale i sítě sociální. Teorie sítí je velmi důležitá pro webometrické studie, a proto je často používaná spolu s ostatními infometrickými nástroji. Její formální struktura se od nich ale velmi liší, protože místo statických rozložení využívá spíše matematickou teorii grafů.
Analýza sociálních sítí, známá též pod svou anglickou zkratkou SNA, je nejpoužívanější technikou pro infometrické aplikace. Mnoho SNA studií je založeno na skutečnosti, že velké sítě jsou strukturovány tak, že všechny části jsou propojeny co nejmenším počtem vazeb. SNA je tedy pro svou jednoduchost jednou z nejvhodnějších forem síťové analýzy pro infometrii, avšak existují i jiné druhy teorie sítí a grafů, které lze použít.

## Historický vývoj
Za autory nejstarších studií z oblasti infometrie jsou považováni Francis Cole a Nellie Eales. Ti v rámci svého vědeckého zaměření studovali rozvoj disciplíny komparativní anatomie mezi léty 1550 a 1860 za využití „statistické analýzy“ literatury. Graficky prezentovali analýzu 6436 dokumentů, ukázali změny v předmětu anatomických studií a spojili je s externími vlivy.
O několik let později zveřejnil studii se širším záběrem Edward Wyndham Hulme, který vztahoval rozvoj vědecké literatury k hospodářskému a civilizačnímu vývoji s použitím termínu „statistická bibliografie“. V letech 1901 až 1913 analyzoval data z ročníků časopisu International Catalogue of Scientific Literature a evidoval záznamy jednotlivých autorů podle jejich národnosti či oborů.
Tyto studie pomohly vymezit hlavní aspekt daného tématu, což je počítání dokumentů v tištěných fondech. To znamená počty jednotek (knih, odborných časopisů, článků atd.) a jejich atributů (země, jazyk, odkazy atd.).

## Infometrické zákony
Mezi nejdůležitější infometrické zákony patří:
- Lotkův zákon vědecké produktivity
- Bradfordův zákon rozptylu
- Zipfův zákon výskytu slov[2]

## Aplikace infometrie
Existují dva způsoby, jak aplikovat infometrii. První způsob napomáhá porozumět dokumentům, fondům, disciplínám, či informačnímu chování – infometrie zde funguje jako nástroj informačního výzkumu. V rámci druhého způsobu se infometrické poznatky užívají jako přímý praktický návod při vytváření a vylepšování fondů a služeb.
Mezi příklady užití infometrie patří:

### Snaha o porozumění literatuře a jejím změnám v průběhu času
V rámci mnoha studií byly analyzovány a porovnávány faktory jako „množství publikovaného materiálu, jeho rozptýlení v různých zdrojích, země a jazyky, schémata autorství, používání citací, poznámky pod čarou a poděkování a mnohé další“.
Dalším důležitým způsobem využití infometrie je snaha o porozumění strukturám literatury a disciplín. Dané analýzy využívají techniky bibliografického sdružování a kocitačního spojování.

### Budování knihovního fondu
Budování knihovního fondu se odehrává za použití bibliometrických dat, konkrétně Bradfordových rozdělení a citačních pořadí, k rozvoji fondů a základních seznamů. To je založeno na myšlence, že jakýkoliv soubor informací má relativně malé jádro, a že značně citované jednotky jsou cenné. Avšak některé materiály jsou rozptýleny po celé řadě zdrojů a citovanost neznamená nutně kvalitu.
I když se původní myšlenky týkaly tištěné literatury, lze je aplikovat i na digitální materiály a web.

### Další aplikace
- Porozumění zdrojům ve specifické předmětové oblasti
- Vyhodnocování impakt faktoru a vlivu časopisů, autorů či institucí
- Bibliometrie jako doplněk k vyhledávání